# 큰발박쥐
큰발박쥐 또는 큰발입귀박쥐, 큰발윗수염박쥐(Myotis adversus)는 애기박쥐과 윗수염박쥐속에 속하는 박쥐이다. 오스트레일리아와 인도네시아, 말레이시아, 파푸아뉴기니, 싱가포르, 솔로몬 제도, 대만, 바누아투에서 발견되며, 베트남에서도 서식하는 것으로 추정하고 있다.

## 특징
작은 박쥐로 몸길이가 51~53mm이고 전완장이 38~45mm, 꼬리 길이 33~48mm이다. 발 길이는 10~13mm이고, 귀 길이는 14~18mm, 몸무게는 최대 10.4g이다. 털은 무성하고 양털처럼 부드럽다. 등 쪽 털은 회색빛 갈색부터 불그스레한 색까지 다양하지만 배 쪽은 계피색을 띤다. 귀는 밝은 갈색이고 비교적 짧고 끝이 둥글다. 핵형은 2n=44, FNa=50이다.

## 생태
작은 무리를 지어 동굴과 굴 속에 은신한다. 주로 호수와 물가를 따라 사냥을 한다. 먹이는 물고기와 개구리, 기타 수생 척추동물이다.

## 분포 및 서식지
중국 중부와 동부 지역부터 대만, 자와섬, 보르네오섬, 소순다 열도, 바누아투 제도까지 동양구와 오스트레일리아구에 파편적으로 분포한다. 저지대 숲에서 서식한다.